# Victimes du mur de Berlin

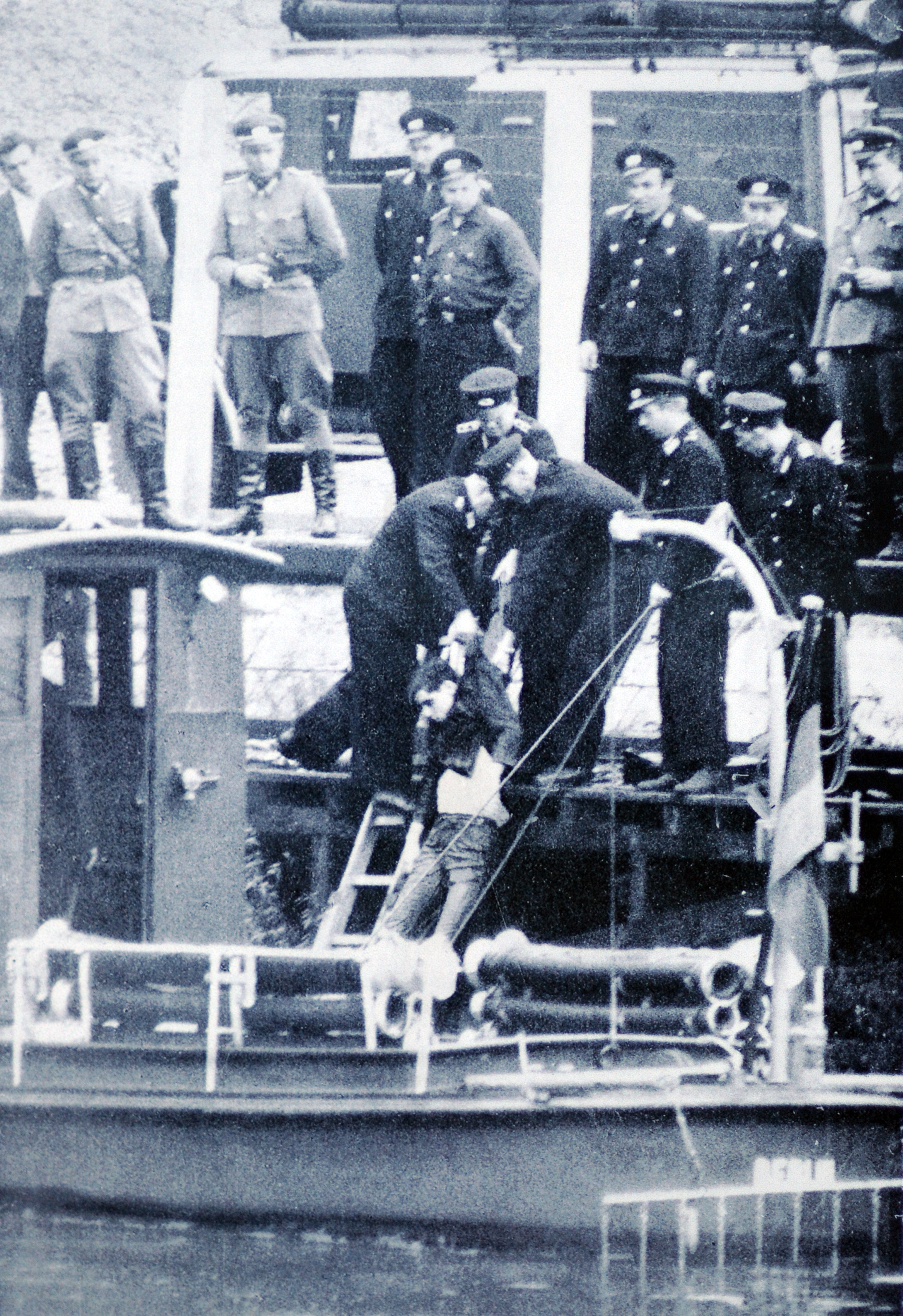
Récupération du corps de Günter Litfin du bassin portuaire Humboldt (Humboldthafens) le 24 août 1961

L'expression « victimes du mur de Berlin » (également « victimes du Mur ») désigne les personnes ayant perdu la vie en tentant de fuir la République démocratique allemande (RDA) en franchissant le Mur du 13 août 1961 au 9 novembre 1989, jour de sa chute. Ces personnes ont soit été abattues par les soldats des troupes frontalières de la RDA, soit ont trouvé la mort de façon accidentelle.
Les sources divergent quant au nombre de victimes. Selon les résultats d'un projet de recherche financé par l'État et mené par le Centre de recherche sur l'histoire du temps présent (Zentrum für Zeithistorische Forschung, ZFF) et la Fondation du mur de Berlin (Stiftung Berliner Mauer), le Mur causa la mort d'au moins 138 personnes. Parmi elles, 100 citoyens de la RDA en fuite, 30 personnes de l'Est comme de l'Ouest n'ayant pas de projet de fuite mais qui furent abattues ou périrent à la suite d'un accident, ainsi que huit gardes-frontières morts dans l'exercice de leurs fonctions. Le ZFF ne compte pas les personnes décédées d'une mort naturelle — principalement d'infarctus — pendant ou après un contrôle aux frontières parmi les véritables victimes du Mur. Près de 251 cas sont connus. Le Groupe de travail du 13 août (Arbeitsgemeinschaft 13. August), société gestionnaire du musée du Mur au Checkpoint Charlie, mentionnait en 2009 245 victimes du Mur et 38 décès naturels.
Le ministère de la Sécurité d'État (Ministerium für Staatssicherheit, MfS), mieux connu sous le nom de « Stasi », enquêtait sur les faits et maquillait la vérité pour dissimuler les véritables circonstances des décès aux proches du défunt et à l'opinion publique. Les documents officiels étaient falsifiés, de fausses déclarations étaient faites à la presse et toute trace fut effacée. La justice rouvrit une partie des dossiers après la réunification au moment de procès (Mauerschützenprozesse (de)). Ces procès, engagés contre les gardes-frontières et leurs supérieurs hiérarchiques militaires et politiques, concernaient les victimes du Mur abattues par les gardes-frontières. 131 procédures furent ainsi engagées contre 227 personnes ; environ la moitié d'entre elles menèrent à une condamnation.

## Histoire

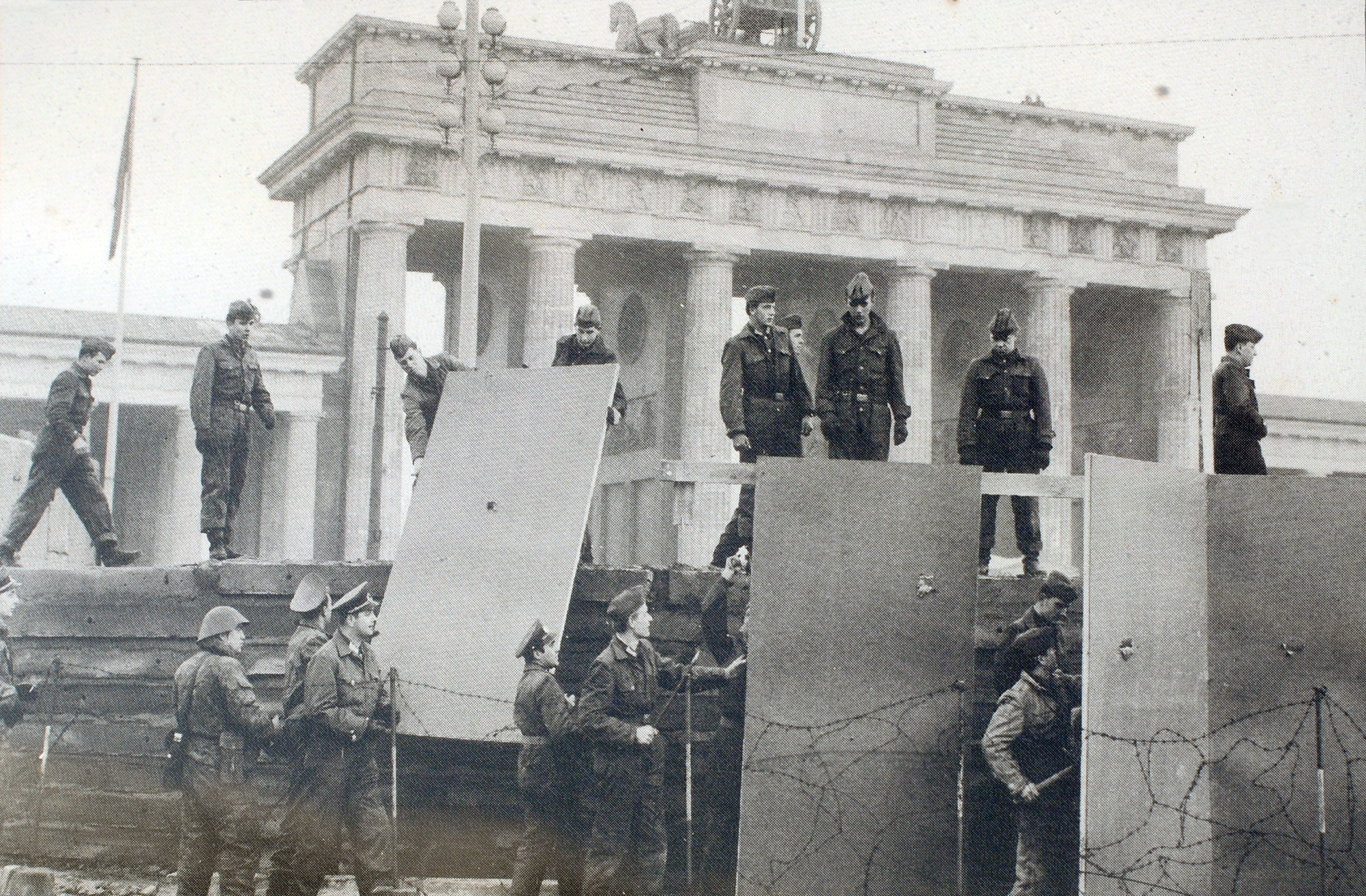
Les frontières de la RDA, de plus en plus développées.

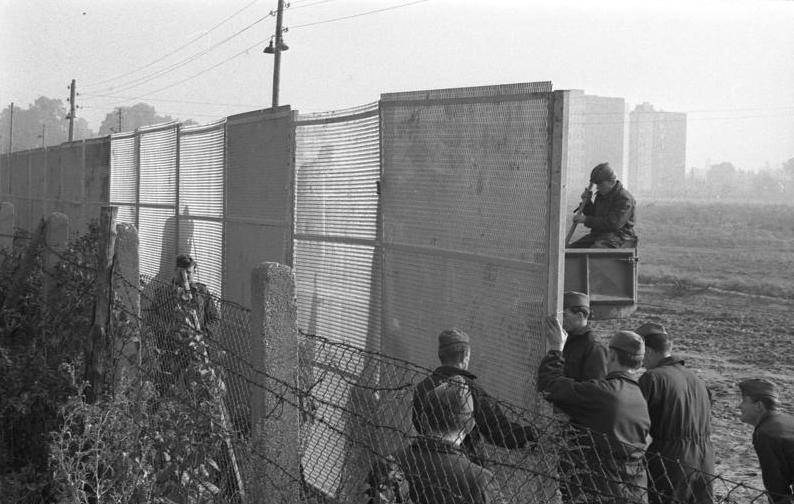
Les frontières extérieures vers Berlin-Ouest, furent aussi renforcées.

Après la Seconde Guerre mondiale, Berlin fut divisé en quatre secteurs contrôlés par les Alliés : les États-Unis, l’Union soviétique, la Grande-Bretagne et la France. Après la fermeture permanente des frontières intérieures entre la RDA et la RFA (République fédérale d’Allemagne) en 1952, seuls les secteurs laissaient un passage possible de la RDA à la RFA. Les frontières extérieures de Berlin-Ouest avec la RDA furent fermées la même année. Dans la nuit du 12 au 13 août 1961, l’Armée populaire nationale (Nationale Volksarmee), la police des frontières est-allemandes (die Deutsche Grenzpolizei), la police nationale (die Volkspolizei) et une milice armée, les Groupes de combat de la classe ouvrière, bouclèrent toutes les issues entre le secteur soviétique et les trois secteurs de l’Ouest : ce fut le début de la construction d’un dispositif massif de sécurité aux frontières.
Les premières années, la fortification des frontières au centre de la ville était constituée d’un mur fait de briques et de plaques de béton, surmonté d'un fil barbelé. Des chevaux de frise furent placés devant le mur de l’Est. À certains endroits, comme dans la Bernauer Straße, des maisons aux portes et fenêtres condamnées et murées formaient le tracé de la frontière. Les maisons appartenaient au secteur Est, le trottoir à l’Ouest. Le dispositif de sécurité à la périphérie de Berlin-Ouest était à beaucoup d’endroits composé de grilles métalliques et de clôtures de fils barbelés. Les frontières furent renforcées par la suite. La consolidation du mur avec des segments de béton en forme de L, tel qu’il existait lors de sa chute, fut commencée seulement en 1975.
D’après les recherches du ZFF, l’histoire des victimes du Mur commença neuf jours après le début de sa construction avec Ida Siekmann : cette dernière sauta depuis son appartement, situé sur la Bernauer Straße, afin de rejoindre le trottoir, situé à l’Ouest, et mourut des suites de ses blessures. Deux jours plus tard, l’utilisation d’armes à feu entraîna pour la première fois la mort de deux personnes, lorsque la police des transports abattit Günter Litfin sur le pont du port d’Humboldt. Cinq jours plus tard, Roland Hoff fut à son tour abattu. Les années suivantes, de plus en plus de personnes moururent en tentant de quitter la RDA. Si certains cas se produisirent au vu et su de tous, comme la mort de Peter Fechter, d’autres restèrent inconnus jusqu’à la réunification.
| Période | Nombre de fugitifs | Nombre de fugitifs ayant franchi le mur |
| --- | ------------------ | --------------------------------------- |
| 1961 - 1970 | 105.533            | 29.612                                  |
| 1971 - 1980 | 39.197             | 8.240                                   |
| 1981 - 1988 | 33.452             | 2.249                                   |
| Nota Bene: les indications se rapportent à tous les chemins d’évasion de la RDA, pas seulement hors de Berlin-Est. Les réfugiés politiques ne sont pas pris en compte. |                    |                                         |

Environ la moitié des victimes du Mur décédèrent pendant les cinq premières années suivant le bouclage des secteurs. Au cours de ces années, il y eut beaucoup plus d’évasions totales, y compris des évasions impliquant la traversée de la frontière, que durant les décennies suivantes. Cela conduisit à une augmentation du nombre de victimes le long de la frontière interallemande et du Mur. Les premières années du Mur, entre 2 300 et 8 500 personnes fuirent la RDA en franchissant directement la frontière, malgré les obstacles : ces personnes étaient nommées des « Sperrbrecher ». Leur nombre diminua dès la fin des années 1970 avec seulement 300 fugitifs par an. Les aménagements techniques du Mur découragèrent les évasions par cette voie. D’autres méthodes pour quitter la RDA furent de plus en plus utilisées, comme le passage par des pays socialistes voisins avec de faux passeports ou cachés dans des véhicules.
Dans la plupart des cas, les membres des troupes frontalières de la RDA (appelée Deutsche Grenzpolizei jusqu’en septembre 1961) furent responsables des tirs mortels, bien que certains provenaient aussi de la police des transports, de la police nationale ou de soldats de la Nationale Volksarmee. Peter Kreitlow († janvier 1963) fut la seule victime abattue par des soldats soviétiques, ceux-ci n’étant normalement pas postés à la frontière. Ils découvrirent un groupe de fugitifs dans une forêt à deux kilomètres de la frontière et ouvrirent le feu sur eux.
La plupart des victimes du Mur étaient des citoyens de Berlin-Est ou de la RDA qui tentaient de s’enfuir, souvent spontanément ou sous l’influence de l’alcool. Selon le ZFF, ces tentatives représentent 98 cas. À cela s’ajoutèrent des Berlinois de l’Ouest, dont de nombreux enfants, des citoyens de la RFA et un Autrichien. En mars 1962, les passeurs Heinz Jercha et Siegfried Noffke, qui aidaient à l’évasion de citoyens par un tunnel, furent abattus près de celui-ci, tout comme deux gardes-frontières. Le passeur Dieter Wohlfahrt mourut en 1961 des suites d’une blessure par balle, qu’il avait reçue alors qu’il ouvrait un passage dans un grillage à la frontière. D’autres Berlinois de l’Ouest moururent après avoir atteint la zone ou les eaux limitrophes, que ce soit de façon involontaire, qu’ils se soient perdus ou qu’ils aient bu : ce fut le cas pour Hermann Döbler, Paul Stretz, mais aussi pour Dieter Beilig et Johannes Muschol, qui escaladèrent le Mur à Berlin-Ouest.
Au moins huit membres des troupes frontalières furent abattus par des fugitifs, des passeurs, des déserteurs, des policiers de Berlin-Ouest ou parfois même accidentellement par leurs collègues (Friendly Fire). Les victimes étaient majoritairement des hommes de moins de 30 ans. Au moins 13 enfants et adolescents mineurs firent aussi partie des victimes.
La plus jeune victime fut le bambin Holger H., âgé de 15 mois, qui étouffa dans la voiture de ses parents pendant leur tentative de fuite, en 1973. Olga Segler, 80 ans, est quant à elle la plus vieille victime : elle se blessa mortellement en 1961, en sautant de son appartement situé sur la Bernauer Straße. Le dernier mort fut Winfried Freudenberg qui réussit à s’enfuir le 8 mars 1989 grâce à un ballon à gaz, mais qui, à la suite d'un accident, s’écrasa sur Berlin-Ouest ; Chris Gueffroy est quant à lui la dernière victime du mur à avoir été abattue. Tandis que ces victimes et les circonstances de leur mort sont connues, d’autres restent non identifiées.
D’après les recherches du ZFF, 251 personnes au moins moururent de causes naturelles lors de contrôles frontaliers à Berlin. Cela concerna 227 personnes au poste de frontière de la gare Friedrichstrasse. Les infarctus étaient la cause principale des décès. Les contrôles à la frontière stressaient beaucoup les voyageurs, même s’ils n´étaient qu´en transit en RDA : ce stress était provoqué par la militarisation à la frontière et le comportement sévère et rébarbatif des unités de contrôle frontalier. Beaucoup de voyageurs se sentaient harcelés quand le temps d’attente devenait excessif ou quand ils étaient interrogés plus longuement à la suite de délits mineurs. Peu de ces cas furent reconnus publiquement. Ce fut surtout le cas pour les défunts citoyens de la RDA, du fait de la politique de non divulgation dans la République.
Voir aussi : Liste des victimes du mur de Berlin

### Procédés des organes étatiques de la RDA

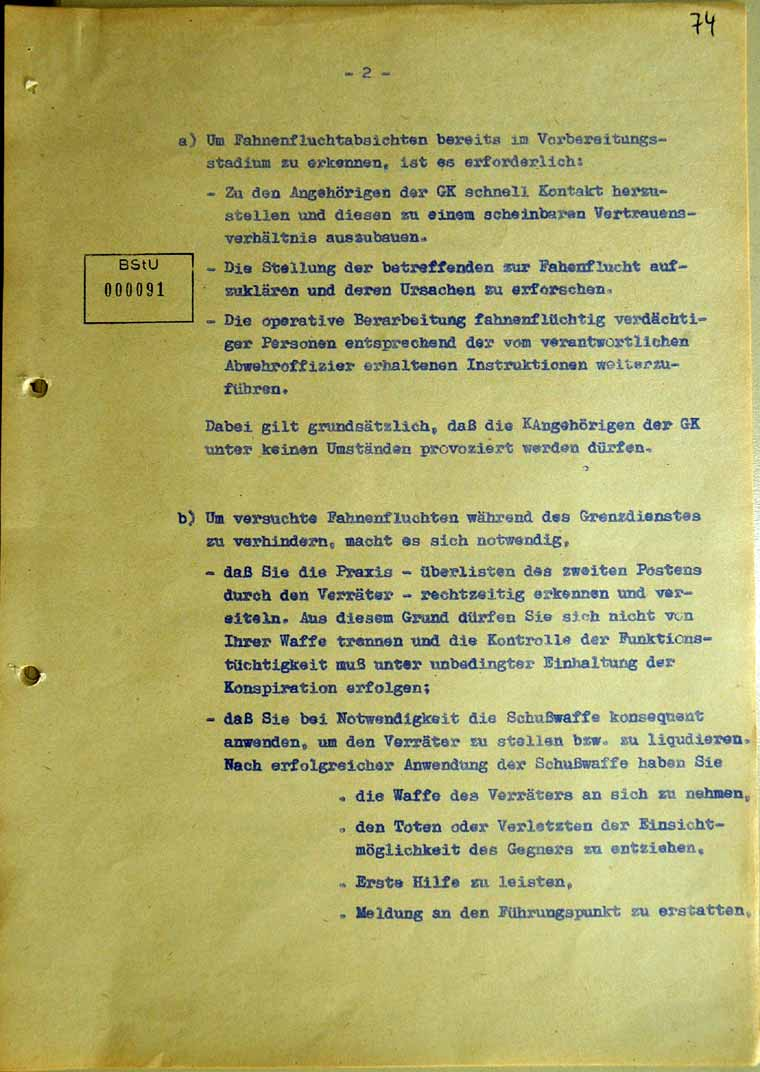
La loi sur le Schiessbefehl (ordre de mise à feu) de 1973 : « ...si nécessaire utiliser les armes à feu de façon résolue pour immobiliser le traître, à fortiori le tuer. »

Les gardes-frontières de la RDA étaient chargés d’empêcher les franchissements illégaux de la frontière par tous les moyens. C’est dans ce but qu’on leur accorda en 1960 le « Schiessbefehl » : l’ordre absolu de tirer sur tout fugitif à la frontière. Cet ordre, bien que changé plusieurs fois, resta en vigueur jusqu’en 1989 aux frontières extérieures ainsi qu’entre les secteurs. En cas de tir, d’emprisonnement ou de décès, la Stasi se chargeait de l’enquête et décidait de la stratégie à adopter. Elle déduisait des analyses des évènements la marche à suivre pour les gardes-frontières. Au début, les fugitifs blessés ou abattus restaient sur place jusqu’à leur évacuation, ce qui les laissait jusqu’alors à la vue des Berlinois de l’Ouest et de la presse occidentale. À la suite des réactions à la mort publique de Peter Fechter, les gardes-frontières reçurent l’ordre d’éloigner les morts et les blessés le plus rapidement possible du champ de vision de l’Ouest : il fallait éviter la mauvaise presse. C’est la raison pour laquelle les gardes tiraient souvent sur les fugitifs au niveau des fosses anti-véhicules. De plus, les évacuations se faisaient parfois après la tombée de la nuit.
Les gardes-frontières devaient emmener les blessés à l’hôpital de la Volkspolizei dans le quartier Mitte, à Berlin, ou à l’hôpital militaire Drewitz à Potsdam. Aucun soin n’était dispensé pendant le trajet. Pour ne pas attirer l’attention, les soldats évitaient le plus souvent d’utiliser des ambulances, les remplaçant par des camions ou des Kübelwagen Trabant, s’apparentant à la Jeep américaine. À l’arrivée des blessés dans l’un des hôpitaux, le département de la Stasi « Ligne IX », ou le ministère principal pour les cas exceptionnels, s’occupaient des évènements. Les blessés restaient dans les hôpitaux sous surveillance de la Stasi et devaient être transférés aussi rapidement que possible dans une de leurs maisons d’arrêt. L’Institut de médecine légale de la Charité ou l´Académie de médecine militaire Bad Saarow étaient responsables des corps en cas de décès. Le secret était plus facile à maintenir dans ces institutions que dans d’autres lieux.
La Stasi exerçait un pouvoir absolu sur les morts. Elle s’occupait secrètement de toutes les formalités, jusqu’à leur incinération au crématorium de Berlin-Baumschulenweg. Pour dissimuler les circonstances du décès, la Stasi falsifiait les actes de décès ainsi que d’autres documents, et inventait une nouvelle histoire. Les rapports sur les décès devaient être présentés aussi bien au ministre de la Sécurité d’État, chef de la Stasi, qu’au président du Conseil National de défense Est-allemand (Nationaler Verteidigungsrats der DDR). Ce dernier était à la tête de l’organe suprême concernant la sécurité de la République. La Stasi était aussi chargée des enquêtes complémentaires. L’essentiel n’était pas la préservation des traces mais la dissimulation des évènements au public, et notamment à l’Occident. Les gardes-frontières concernés ainsi que les témoins du drame étaient entendus par la Stasi et les proches étaient contactés. La Stasi dissimulait dans la majorité des cas les circonstances de la mort à ces derniers, ou leur imposait le silence au sujet des évènements. Faire leurs adieux leur étaient aussi interdit : la MfS proscrivait les cérémonies funèbres. Seule la famille proche avait le droit d’assister à l’inhumation, sous surveillance ; et même cela leur était parfois refusé. Quelques familles apprirent seulement après la réunification le sort de leurs proches. Certains corps n’ont aujourd’hui toujours pas été retrouvés,.

« La sensibilité politique de la frontière vers Berlin (Ouest) rendait la dissimulation des évènements nécessaire. Il fallait éviter que des rumeurs circulent sur les évènements mais aussi que des informations parviennent à Berlin-Ouest ou à la RFA. »

— Rapport du MfS sur la mort de Michael Bittners en 1986 (d’Apres Hertle 2009 p. 21)
La Stasi contrôlait et évaluait le comportement des soldats à la frontière. Elle s’intéressait particulièrement à leur approche tactique, dans le but de découvrir d’éventuels points faibles. Les troupes frontalières elles-mêmes menaient aussi des enquêtes. Quand des soldats empêchait une fuite, ils étaient souvent directement promus, se voyaient offrir des congés exceptionnels, des primes ou des distinctions telles que « L’insigne du mérite des troupes frontalières » (Leistungsabzeichen der Grenztruppen) ou la Médaille pour services exceptionnels frontaliers (Medaille für vorbildlichen Grenzdienst). Dans les rapports, les fautes tactiques ou un nombre élevé de tirs étaient condamnés. Ces rapports des troupes frontalières essayaient en effet de présenter le comportement des soldats comme irréprochable.
La Stasi devait pour cela obtenir la participation de médecins, d’infirmières, de policiers, d’avocats, de fonctionnaires administratifs ainsi que d’officiers d’état-civil. Même après la réunification, la plupart de ces personnes n’ont pas parlé de leur propre rôle dans la dissimulation des causes des décès.

### Réactions à Berlin-Ouest et en République fédérale
Les cas connus à Berlin-Ouest déclenchèrent de vastes protestations populaires. Des membres du Sénat de Berlin se rendirent sur les lieux du crime et parlèrent à la presse et aux habitants. Des groupes divers et variés ainsi que des particuliers organisèrent des campagnes de protestation contre le Mur et les tirs à la frontière. Après la mort publique de Peter Fechter, qui s’était vidé de son sang devant de nombreux spectateurs impuissants, des manifestations de masse s’organisèrent spontanément, dégénérant en émeutes la nuit suivante. Les manifestants criaient au meurtre, tandis que les policiers de Berlin-Ouest et les soldats américains les empêchaient de prendre le mur d’assaut. Les bus transportant des soldats soviétiques chargés de garder le Mémorial Soviétique du Tiergarten firent l’objet de jets de pierres[réf. nécessaire]. Cet évènement conduisit aussi à des manifestations anti-américaines qui furent condamnées par Willy Brandt. Par la suite, des voitures équipées de mégaphone furent placées devant le mur, incitant les gardes-frontières de la RDA à ne pas tirer sur les fugitifs et les prévenant de possibles conséquences à leurs actes. Une plainte au sujet des tirs fut aussi déposée à la Commission des Droits de l’Homme des Nations Unies par des groupes de la République fédérale. Le Kuratorium unteilbares Deutschland, une association apolitique luttant pour la réunification allemande, distribua dans toute l’Allemagne des affiches et des badges en protestation à la gestion des frontières et à ses conséquences.
Au début, les forces de l’ordre de Berlin-Ouest couvraient les fugitifs quand ils étaient la cible des gardes-frontières de la RDA. Cela conduisit à au moins un accident mortel : Peter Göring, soldat des troupes frontalières de la RDA, fut tué le 23 mai 1962 par le tir d’un policier ouest-berlinois alors que lui-même tirait pour la 44e fois sur un jeune fugitif. En 1991, le ministère public berlinois conclut à de la légitime défense, le policier ayant déclaré que sa vie avait été mise en danger. Les secouristes de Berlin-Ouest ne pouvait souvent pas parvenir jusqu’aux blessés qui se trouvaient sur les territoires de la RDA ou de Berlin-Est. Ils n’avaient en effet pas l’autorisation de pénétrer sur ce territoire, ce qui les auraient placés eux-mêmes en danger de mort. Çetin Mert, Cengaver Katrancı, Siegfried Kroboth et Giuseppe Savoca, quatre enfants qui tombèrent dans la Spree entre 1972 et 1975, ne purent ainsi pas être sauvés malgré l’arrivée rapide des secouristes sur les lieux.
En avril 1983, Rudolf Burkert, passager en transit en RDA, mourut d’un infarctus pendant un interrogatoire au poste de frontière de Drewitz. Une autopsie pratiquée à Berlin-Ouest conclut aussi à des blessures extérieures, ce qui ne permit pas d’exclure des actes de violence. Cela entraîna, en plus de communiqués de presse négatifs, l’intervention du chancelier Helmut Kohl et de Franz Josef Strauß, ministre-président de la Bavière. Pour avoir accès à des crédits de banques internationales, on posa la condition à la RDA de procéder à des contrôles frontaliers plus humains. Deux nouveaux décès d’Allemand de l’Ouest en transit en RDA, peu après la mort de Rudolf Burkert, déclenchent des manifestations contre le régime de la RDA et de vastes débats médiatisés[réf. nécessaire]. À la suite de cela, les contrôles de passagers en transit diminuèrent.

### Réaction des Alliés occidentaux
Après ces décès connus du public, les puissances occidentales protestèrent auprès du gouvernement soviétique à Moscou. Elles ne réagissaient néanmoins pas à toutes les demandes d’aide dans les cas dont elles avaient connaissance. Pour le cas Peter Fechter, les policiers américains déclarèrent ne pas pouvoir pénétrer dans la zone frontalière, bien que cela leur fût permis en uniforme. Le général-major Albert Watson, qui était alors commandant américain, contacta ses supérieurs à la Maison-Blanche, sans recevoir de réponse claire. Il déclara : « C’est un cas pour lequel je n’ai pas de directive ». Cet évènement inquiéta beaucoup le président américain John F. Kennedy qui fit savoir au commandant, par le biais de son conseiller à la sécurité McGeorge Bundy, qu’il devait éviter tout autre incident de ce genre. McGeorge Bundy, qui était en 1962 en visite prévue à Berlin, annonça à Willy Brandt que le président américain soutenait ses efforts. Cependant, Kennedy fit aussi comprendre à Brandt et à Adenauer que le soutien des États-Unis à la frontière touchait à sa fin et qu’il n’y aurait aucun effort fourni pour faire disparaître le Mur.
Dix jours après la mort de Peter Fechter, Konrad Adenauer contacta le président français, Charles de Gaulle, pour lui demander de transmettre une lettre de sa part à Nikita Khrouchtchev. De Gaulle l’assura de son soutien. Avec la participation de Willy Brandt, les commandants des quatre secteurs parvinrent à un accord : les ambulances militaires des alliés occidentaux pouvaient désormais aller chercher les personnes blessées dans le secteur frontalier pour les amener dans un hôpital est-berlinois.

### Tirs de suppression de Berlin-Ouest pour les fugitifs pris pour cible
Après la construction du Mur de Berlin, les fugitifs étaient couverts par Berlin-Ouest grâce à des tirs de suppression quand ils étaient la cible des gardes-frontières de la RDA.
- Cela se passa la première fois le 4 octobre 1961[19]. Le fugitif Bernd Lünser sauta en urgence du toit d’une maison de cinq étages pour échapper à des tirs, rata de peu la bâche de sauvetage tenue par les pompiers Ouest-Berlinois et décéda.
- Le 17 avril 1963, Wolfgang Engels, âgé de 19 ans, réussit à passer à travers le mur avec une voiture blindée volée. De nombreux éléments donnent à penser que cette fuite par le mur réussit uniquement grâce à des tirs de suppression d’un policier Ouest-allemand[20].
- Le 23 mai 1962, un écolier de 14 ans tenta de traverser à la nage le canal maritime de Berlin Spandau pour atteindre l’Ouest. Jusqu’à huit soldats frontaliers de la RDA ciblèrent le garçon et continuèrent de tirer sur lui alors qu’il dérivait inanimé en direction de l’Ouest, parce qu’ils « ne pouvaient déterminer s’il feintait ». Une partie des tirs de ce deuxième mitraillage atteint le territoire ouest-Berlinois et menaça une patrouille de policiers, rendue vigilante par les tirs, qui répliqua. Ils touchèrent trois fois le soldat Peter Göring qui leur faisait face ; un ricochet le tua. Il venait de tirer 44 fois. Le garçon, qui avait été touché huit fois, resta invalide[14].
- Le 13 septembre 1964, Michael Meyer, âgé de 21 ans, tenta de franchir le mur dans la Stallschreiberstraße, dans le quartier de Berlin Mitte. Après des tirs de sommation, les gardes-frontières de la RDA le visèrent. Touché par cinq balles et grièvement blessé, Meyer resta étendu à proximité immédiate du mur. Les soldats américains et les policiers Ouest-Berlinois tirèrent pour le couvrir[21] ; de son côté, l’armée populaire occupa les tranchées dans la zone de no man’s land et deux véhicules blindés est-allemand se mirent en position. Malgré cela, un sergent de l’US Army réussit à faire passer Meyer à l’Ouest à l’aide de cordes et d’une échelle posée contre le mur[22],[23].
- Les policiers ouest-berlinois ne couvrirent par contre pas Heinz Schmidt, alors que celui-ci traversait le canal maritime de Berlin Spandau le 29 août 1966. Schmidt mourut, touché par cinq balles. Des plaintes pour non-assistance à personne en danger furent déposées contre les policiers : ces derniers furent protégés par le bourgmestre-gouverneur et ministre de l´intérieur de Berlin Heinrich Albertz[24].

### Regards publics sur les victimes

#### Le gouvernement et la presse en RDA

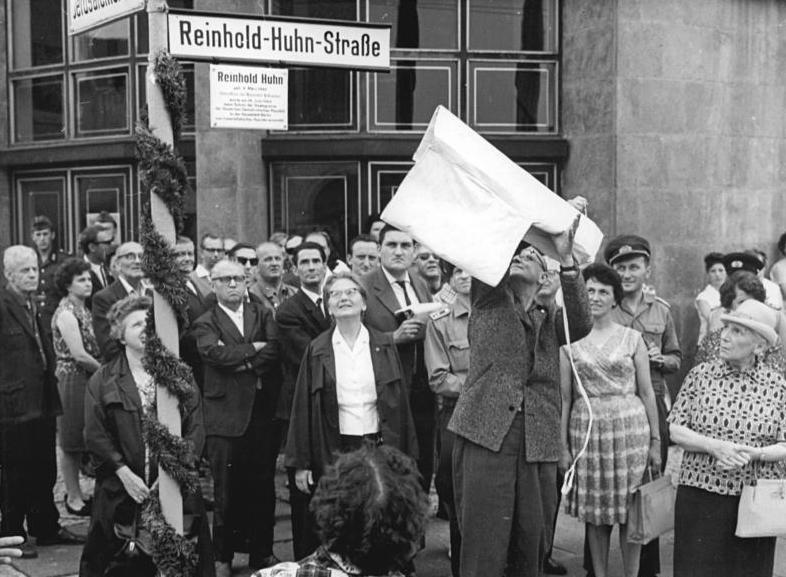
En août 1966, le nom du soldat frontalier Reinhold Huhn, mort abattu, est attribué à une rue en son hommage.

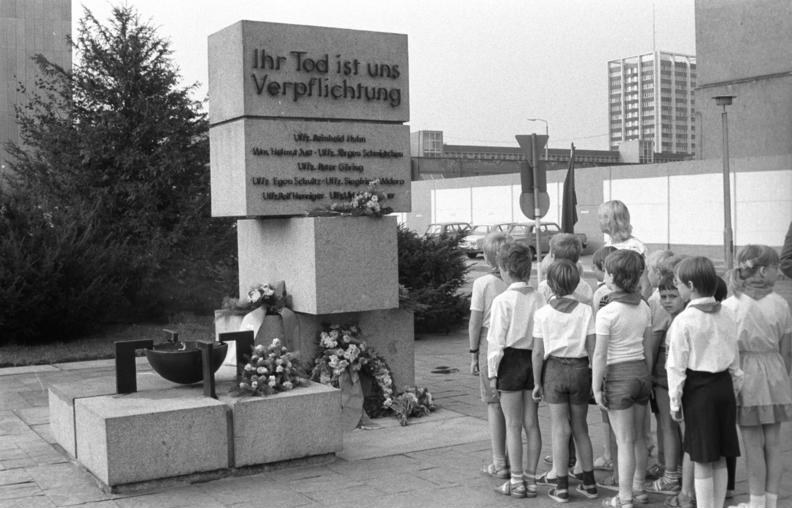
En août 1986, des écoliers posent une couronne de fleurs sur un mémorial pour les soldats frontaliers tués.

Les communiqués officiels sur les décès dans la zone du Mur, décrit dans le langage de la RDA comme « rempart antifaciste » ou comme « bastion de la paix », ainsi que les articles dans les journaux contrôlés par le gouvernement représentaient les actions des troupes frontalières comme une défense légitime des frontières et diffamaient les morts. Selon eux, les troupes agissaient toujours de manière irréprochable en défendant la frontière contre les agressions, les crimes, les agents ennemis et l’Ouest. Les relations publiques évoluèrent avec le temps. Les dernières années, l’administration essayait d’étouffer autant que possible toutes les informations sur les victimes du mur, surtout pendant les visites officielles et les salons internationaux. Le gouvernement de la RDA était conscient que les rapports sur des morts au niveau de la zone frontalière nuisait à la réputation de la République à l’intérieur du pays comme à l’étranger. À travers les commandants des groupes alliés, les incidents étaient connus internationalement.

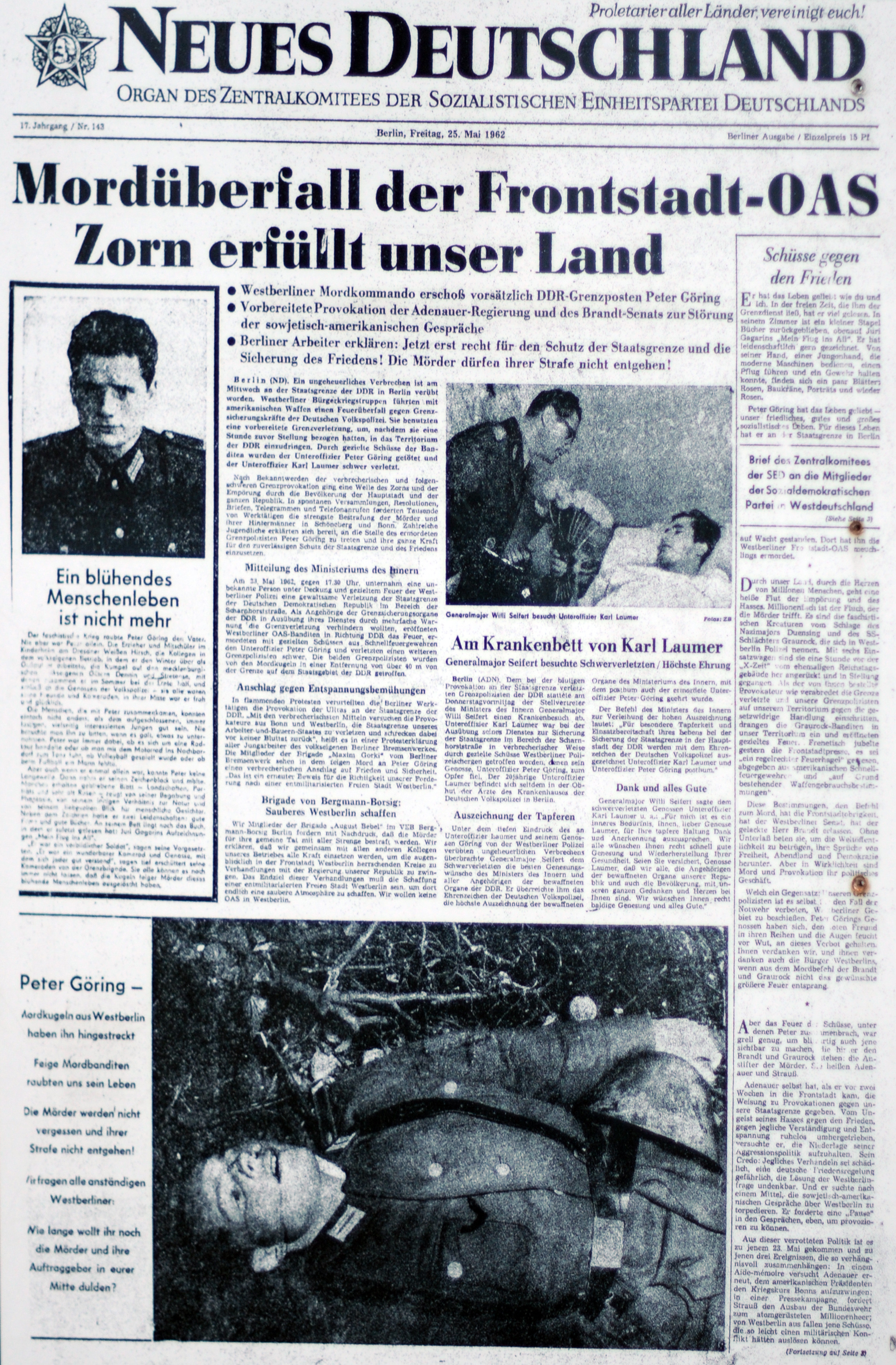
Couverture du journal est-allemand Neues Deutschland sur la mort de Peter Göring, le 25 mai 1962 : ‘’Assassinat de l’Organisation de l’Armée Secrète‘’.

Les médias de la RDA étaient étroitement contrôlés par la Stasi et le Parti Socialiste Unifié d’Allemagne (SED, parti unique au pouvoir en RDA), qui disposait du deuxième plus grand quotidien de la RDA avec son organe central, le journal Neues Deutschland. L’État contrôlait aussi le contenu des émissions du Deutscher Fernsehfunk, l’entreprise de télédiffusion publique de la RDA. L’État utilisait ses médias pour représenter les victimes du Mur d’une certaine façon. En 1962, à la mort de Peter Fechter, Karl-Eduard von Schnitzler commenta dans l’émission de propagande politique Der schwarze Kanal (le Canal noir) : « La vie d’un seul de nos jeunes hommes courageux nous est plus précieuse que celle d’un criminel. En restant loin de nos frontières, on s’épargnerait du sang, des larmes et des cris. » Neues Deutschland prétendait que Fechter avait été poussé au suicide par des « bandit du front occidentaux ». Le journal prétendait de plus que Fechter avait été homosexuel. Günter Liftin fut aussi faussement présenté comme un homosexuel, un prostitué et un criminel. Les représentants de presse firent aussi des affirmations erronées dans d’autres cas. Le Berliner Zeitung écrivit en 1966 à propos d’Eduard Wroblewski qu’il était antisocial et qu’un avis de recherche à son encontre circulait à la suite de crimes sévères commis en tant que légionnaire dans le district de Halle. Il ne s’agissait cependant que d’accusations sans fondement.
Au contraire, les soldats frontaliers tués dans l’exercice de leurs fonctions, indépendamment des circonstances de leur mort, étaient élevés au rang de héros. Leur inhumation, qui faisaient l’objet d’obsèques nationales, se trouvaient au cœur de l’attention médiatique. Des groupes de l’organisation des pionniers Ernst Thälmann, le mouvement de jeunesse des 6-14 ans de la RDA, faisaient leurs adieux pendant une cérémonie à cercueil ouvert. Les responsables de leur mort étaient officiellement toujours des agents ennemis, même si des enquêtes ultérieures montrèrent que, dans plus de la moitié des cas, ils avaient été abattus par leurs propres collègues par accident. Après le décès d’Egon Schultz, dû à un tir d’un de ses camarades, la Stasi répandit l’information que le passeur Christian Zobel était responsable de sa mort. Zobel avait en effet tiré sur Schultz, mais n’avait pas vu s’il avait été touché. Il mourut avant la chute du Mur, ce qui l’empêcha d’entendre parler de cette machination. La propagande utilisait aussi ces cas pour dénigrer les groupes de passeurs. Par exemple, le groupe Girmann (aussi nommés bandits de Girmann) fut rendu responsable de la mort de Siegfried Widera. Si ce groupe n’avait aucun lien avec ce fait, il aida cependant plusieurs centaines de citoyens de la RDA à s’enfuir.
Des rues, des écoles, des groupes de pionniers et des places furent renommés en hommage à ces soldats frontaliers tués. À Berlin, des monuments et des tableaux commémoratifs furent érigés. On y organisait chaque année des commémorations, auxquelles participaient aussi la Jeunesse libre allemande, qui était le mouvement de jeunesse officiel des 14-25 ans en RDA.
Il n’y avait que peu de déclarations directes du gouvernement à propos des tirs dans la zone du Mur. Le 5 septembre 1976, pendant la foire de Leipzig, deux reporters de l’Allemagne de l’Ouest réussirent à interroger Erich Honecker, président du Conseil d’État de la RDA et du Conseil national de défense est-allemand, sur les tirs près du mur. En réponse à la question de savoir s’il était possible de renoncer aux tirs, Honecker resta tout d’abord évasif : « Voyez-vous, je n’ai pas envie de parler des tirs, car chaque jour, chaque semaine, chaque mois, il y a tout autant de tirs dans la République fédérale, je ne veux pas en faire le décompte. » Quand on lui redemanda si un abandon des tirs était possible en cas d’un accord avec la RFA, il reconnut : « Le plus important est qu’il n’y ait pas de provocation à la frontière, et s’il n’y a pas de provocation, alors tout se déroulera normalement. Cela a longtemps été normal, et cela le sera aussi à l’avenir. »

#### Le Sénat et la presse de Berlin-Ouest
Des représentants de la Chambre des députés et le bourgmestre-gouverneur de Berlin publièrent des prises de position sur les décès, exprimant leur indignation face aux morts, au mur et aux conditions en RDA. Le Sénat ouest-berlinois enjoignit aussi dans certains cas aux commandants américains, britanniques ou encore français compétents de protester auprès de l’administration soviétique. Jusqu’à la fin des années 1960, les hommes politiques de Berlin-Ouest désignaient le Mur de Berlin par le terme « Mur de la honte ».
Les représentants du peuple relayaient aussi à la presse des faits erronés et représentaient les organes de la RDA comme responsables. Après que le passeur Rudolf Müller eut abattu le garde-frontière Reinhold Huhn et se fut enfui à l’Ouest par un tunnel qu’il avait creusé, Egon Bahr, alors porte-parole du Sénat, déclara que Müller avait seulement « asséné un uppercut » à Huhn.
La presse de l’Ouest reprit aussi la présentation des faits mensongère de Müller et titra : « Des Vopos [officiers de la Volkspolizei] à la gâchette facile tuent leurs propres gardes ». Dans d’autres cas, la presse, et en particulier les journaux à sensation, publièrent des rapports assez radicaux qui dénonçaient le mur et les responsables. Ainsi, le journal à sensation B.Z. titra après la mort de Günter Liftin : « Ulbricht le chasseur d’homme devient un meurtrier ! ». Le journal Frankfurter Allgemeine parla aussi du « sang-froid brutal » des gardes-frontières.

#### La République fédérale allemande
Initialement, la République fédérale prenait régulièrement position sur les décès dans la zone du Mur. Lors du Jour de l’Unité allemande en 1962, Konrad Adenauer condamna les tirs émis au Mur et nomma certaines victimes dans son discours. La nouvelle politique vers l’Est mené par le gouvernement du chancelier fédéral Willy Brandt, qui fut bourgmestre-gouverneur de Berlin de 1957 à 1966, conduisit à un changement dans l’attitude au niveau fédéral à partir de 1969. On observa une certaine réserve linguistique au niveau des prises de position vis-à-vis du Mur de Berlin et des victimes afin de ne pas compromettre le rapprochement avec la RDA. Le gouvernement de la RFA considérait les victimes du mur comme dérangeantes pour les relations interallemandes. On exigea l’abolition des Archives centrales des services judiciaires à Salzgitter, qui avaient été créées en 1961 pour recenser les crimes connus de la RDA, afin d’améliorer ces relations.
Même après une vague de protestations déclenchée par de nombreux décès naturels aux contrôles des frontières en 1983, le gouvernement fédéral resta plutôt réservé, tandis que dans le cadre de négociations à huis clos avec la RDA, des exigences claires furent posées[réf. nécessaire]. En juin 1983, le chancelier fédéral Helmut Kohl déclara à ce propos :

« La mort de deux hommes nous a tous particulièrement touchés. Elle a sensibilisé l’opinion publique au problème de contrôles aux frontières brutaux. »

— Le chancelier fédéral Helmut Kohl dans un rapport sur la Situation de la Nation, le 26 juin 1983

### Aspect juridique

#### Pendant la division de l‘Allemagne
Pendant la division de l’Allemagne, les soldats frontaliers de la RDA n’étaient pas inquiétés par la justice : ils n’avaient, selon le gouvernement et la justice de la RDA, fait que leur devoir. À l’Ouest, le ministère public de Berlin et les Archives centrales des services judiciaires de Salzgitter menaient des enquêtes, qui visaient cependant majoritairement des Allemands de l’Est inconnus et qui ne pouvaient pas être poursuivis pendant la division allemande. Nulle coopération des administrations des deux États ne put mener à une extradition. Il y eut toutefois quelques procédures isolées contre des criminels ayant fui à l’Ouest. À la suite de la mort du garde-frontière Ulrich Steinhauer, un procès fut mené en 1981 contre un soldat déserteur, qui écopa d’une peine de prison de six ans en vertu du droit pénal des mineurs. Des poursuites contre Rudolf Müller, qui abattit le garde-frontière Reinhold Huhn en allant chercher sa famille à l’Est par un tunnel, ne furent engagées qu’après la chute du Mur. D’après la déposition de Müller, un autre soldat était responsable de sa mort.

#### Après la chute de la RDA

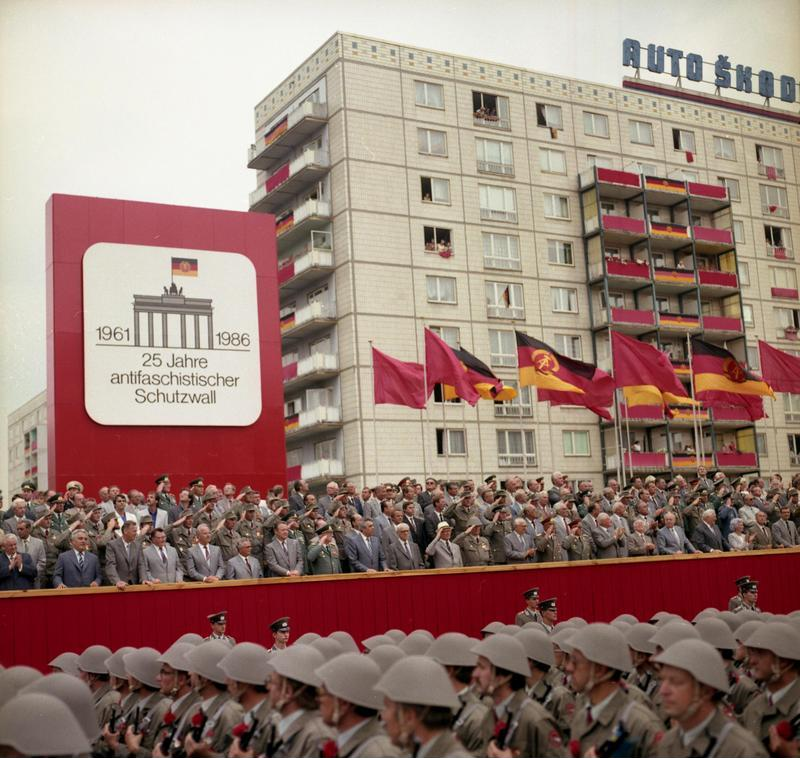
La direction de la RDA, dont Honecker, Mielke, Krenz et Stoph, lors du défilé à l’occasion du 25e anniversaire du Mur de Berlin.

L’élucidation judiciaire des tirs au Mur se déroula après la réunification allemande avec les procès du bureau politique du parti communiste et des garde-frontières (« Politbüro- und Mauerschützenprozessen »), qui se terminèrent en automne 2004. Parmi les accusés se trouvaient notamment Erich Honecker, ancien président du Conseil d’État de la RDA, son successeur Egon Krenz, les membres du Conseil National de défense Est-allemand Erich Mielke, Willi Stoph, Heinz Keßler, Fritz Streletz, le chef du SED pour le district de Suhl Hans Albrecht, ainsi que quelques généraux, comme le Generaloberst Klaus-Dieter Baumgarten ayant commandé les troupes frontalières de 1979 à 1990.
Le principe de non-rétroactivité, inscrit dans la Constitution allemande, article 103 alinéa 2, fut restreint par la décision du Tribunal constitutionnel fédéral du 24 octobre 1996 au cas où un État porterait gravement atteinte aux droits fondamentaux de l’Homme reconnus par la communauté internationale. Cette décision permit la tenue des procès contre les gardes-frontières présumés. Au cours de 112 procédures, 246 personnes, soldats ou complices, durent répondre de leurs actes devant le tribunal de Berlin. Pour environ la moitié d’entre eux, la procédure se termina par un acquittement. Au total, 132 accusés furent condamnés à une peine d’emprisonnement ferme ou avec sursis. Parmi eux se trouvaient 10 membres de la direction du SED, 42 dirigeants militaires et 80 anciens gardes-frontières gradés. Au tribunal de Neuruppin, où 19 procédures visant 31 accusés se déroulèrent, 19 tireurs écopèrent d’une peine avec sursis. Pour la mort de Walter Kittel, jugé comme un meurtre, le responsable fut condamné à 10 ans de prison ferme, la plus longue peine attribuée. Dans l’ensemble, les simples soldats écopèrent de peine d’emprisonnement avec sursis allant de 6 à 24 mois, tandis que les commandants, ayant plus de responsabilités, furent condamnés à des peines plus lourdes.
En août 2004, Hans-Joachim Böhme et Werner Lorenz furent condamnés, en tant qu’anciens membres du bureau politique du parti communiste soviétique, à des peines avec sursis par le tribunal de Berlin. Le dernier procès contre des soldats de la RDA eut lieu le 9 novembre 2004 – soit exactement 15 ans après la chute du mur – et s’acheva par un acquittement.

### Point de vue politique après la Réunification
Après la réunification, le comité directeur du Parti du socialisme démocratique (PDS), successeur du SED, se prononça sur les décès et expliqua : « Il n’y a aucune justification possible pour les victimes du Mur. » Le parti Die Linke (La Gauche) fut fondé en 2007 par la fusion du PDS avec le Parti social-démocrate Alternative électorale travail et justice sociale (WASG). Die Linke se déclara sur les victimes du mur comme suit : « Les tirs au mur en direction de concitoyens souhaitant quitter leur État constituent une violation des droits de l’homme les plus élémentaires et sont injustifiables. »

## État des recherches

### Collecte de données pendant la division de l‘Allemagne
Pendant la division allemande, différents services administratifs de Berlin-Ouest et de la République fédérale rassemblaient des informations sur les personnes étant décédées à la frontière interallemande et à la frontière vers Berlin-Ouest. Dans la police ouest-berlinoise, c’était la responsabilité du département de Sécurité d’enregistrer les incidents rendus publics. L’enregistrement différait entre les décès à la frontière extérieure de Berlin-Ouest (80 cas), les cas indéfinis (dont 5 possibles victimes du mur) et les gardes-frontières abattus (7 cas). Les Archives Centrales des services judiciaires de Salzgitter était un service public supplémentaire qui avait pour mission de récolter des indices sur des homicides ou tentatives d’homicides en RDA. En 1991, les Archives centrales publièrent le Salzgitter-Report, un rapport contenant les noms de 78 victimes d’homicide. Ces données étaient considérées comme provisoires, étant donné que les Archives centrales n’avaient pas accès aux archives de la RDA. Ces deux services administratifs listaient principalement les faits qui avaient pu être observés à Berlin-Ouest ou qui étaient rapportés soit par des fugitifs, soit par des gardes-frontières transfuges.

### Enquête après la fin de la RDA
Avec la réunification allemande commença l’étude de l’histoire des victimes du mur, notamment par diverses organisations et particuliers. Parmi eux se trouvaient aussi bien des services étatiques, comme le Groupe de recherches central sur la criminalité du gouvernement et de la réunification (ZERV), que des projets scientifiques et divers écrivains. Le ZERV compara les données des Archives centrales de Salzgitter avec les trouvailles faites dans les archives de la RDA et recensa en 2000 un total de 122 cas d’homicides suspects à la frontière de Berlin-Ouest par des organes de la RDA. Cette liste était une enquête préliminaire pour les ministères publics de Berlin et de Neuruppin, qui s’occupèrent ensuite du suivi juridique. Deux autres projets, celui du Groupe de travail du 13 août (Arbeitsgemeinschaft 13. August) et celui du Centre de recherche sur l’histoire contemporaine (ZFF), obtinrent une certaine notoriété.
Le groupe Arbeitsgemeinschaft 13. August, qui dirige aussi le musée de Checkpoint Charlie, recueille, sous la direction de l’artiste Alexandra Hildebrandt, la veuve du fondateur Rainer Hildebrandt, des informations sur les victimes tuées à toutes les frontières extérieures de la RDA, y compris en mer Baltique. Aucun historien ne participe à ce projet. Les résultats, décrits par le groupe comme provisoires, sont présentés à des conférences de presses chaque année le 13 août. Sur la liste, de nouveaux cas sont en permanence ajoutés et les anciens, rayés.
| Publication | Nombre de victimes |
| ----------- | ------------------ |
| 2006        | 262                |
| 2007        | 231                |
| 2008        | 222                |
| 2009        | 245                |
| 2011        | 455                |

Au Centre de Recherche sur l’Histoire contemporaine (ZFF) à Potsdam, Hans-Hermann Hertle et Maria Nooke dirigèrent d’octobre 2005 à décembre 2007 un projet de recherche subventionné par l’État. Le but était une évaluation du nombre exact de victimes du Mur et une documentation de l’histoire de ces dernières accessible au public. Le projet fut financé par l’Agence fédérale pour l’éducation politique (Bundeszentrale für politische Bildung), par la Deutschlandradio et par le délégué du gouvernement fédéral pour la Culture et les Médias (Beauftragte der Bundesregierung für Kultur und Medien). Les résultats de ce projet furent publiés sur internet sur la page « www.chronik-der-mauer.de » et dans un livre sorti en 2009 intitulé « Victimes du Mur de Berlin ». Il y est écrit la biographie des victimes, les circonstances de leur mort et les sources utilisées.
Il est expliqué dans le bilan du projet du 7 août 2008 que seuls 136 cas des 575 étudiés remplissaient tous les critères de victime du mur listés par le ZFF. En outre, 251 autres cas, où des personnes moururent au milieu de contrôles aux postes frontières de Berlin, furent identifiés. Des causes de décès naturels ne sont cependant pas exclues. Un tiers des rapports de la Police des transports ne sont plus disponibles, en particulier ceux des années 1970 où il manque plusieurs années entières. L’exploitation alternative de tous les rapports quotidiens des troupes frontalières à chaque point de contrôle était, pour des raisons économiques, impossible[réf. nécessaire].

### Controverses sur le nombre de victimes
| Organisation                     | Mise à jour | Nombre de morts |
| -------------------------------- | ----------- | --------------- |
| Préfet de police de Berlin       | 1990        | 92              |
| Archives centrales de Salzgitter | 1991        | 78              |
| ZERV                             | 2000        | 122             |
| Arbeitsgemeinschaft 13. August   | 2009        | 245             |
| ZFF                              | 2013        | 138             |

Le nombre exact de victimes n’est pas connu. Les données de différentes études se contredisent en partie, mais ne sont pas toujours comparables, car elles utilisaient différentes définitions pour les cas recensés. De plus, toutes les organisations ne publient pas leur chiffre régulièrement ou ont mis fin à leur recherche avec un nombre provisoire.
Un litige public à propos du nombre de victimes du Mur oppose les deux projets d’Alexandra Hildebrandt (Arbeitsgemeinschatf 13. August) et d’Hans-Hermann Hertle (ZFF). Ce nombre est en effet plus élevé pour le groupe Arbeitsgemeinschaft que pour le ZFF. Selon Hertle, les publications du groupe Arbeitsgemeinschaft incluent aussi des morts dont le lien avec la gestion des frontières n’a pas été prouvé. Alexandra Hildebrandt objecte depuis le bilan provisoire du ZFF de 2006 que ce projet sous-évalue intentionnellement le nombre de victimes pour présenter une image positive de la RDA. L’attribution du budget de recherche par le Sénat de Berlin, qui était dirigée pendant les recherches du ZFF par une coalition du parti socialiste SPD et de Die Linke, en serait la cause.
En 2008, le groupe de travail Arbeitsgemeinschaft 13. August annonça que depuis 1961, 222 personnes au total étaient mortes à cause du Mur. Hertle mit en doute ces données, car il pouvait être prouvé que certaines des personnes listées parmi les victimes survécurent à leur évasion. En 2006, selon lui, 36 survivants se trouvaient sur la liste. De plus, celle-ci contenait certaines victimes en double. Hans-Hermann Hertle considère la liste des victimes du groupe Arbeitsgemeinschaft 13. August comme « un important inventaire de cas suspects » qui « manque de critères scientifiques vérifiables ». Le bourgmestre-gouverneur de Berlin, Klaus Wowereit, commenta le conflit le 13 août 2009 en déclarant : « Chaque mort était un de trop ».
Hildebrandt indiqua en 2009 que le nombre de victimes du Mur atteignait 245 personnes. Elle comptait aussi parmi elles les cadavres découverts dans les eaux limitrophes, bien que les circonstances de leur mort n’aient pas été élucidée, et les soldats des troupes frontalières qui se suicidèrent. Ils relevèrent aussi que le suicide d’un officier de la RDA, et non la mort d’Ida Siekmann, conduisit à la première victime du Mur. En outre, les conclusions de Hertle et de Hildebrandt différent en ce qui concerne les personnes qui décédèrent de mort naturelle aux contrôles des frontières. Hertle, qui eut accès aux dossiers incomplets de la police des transports, en compte 251, tandis qu’Hildebrandt arrive à 38 cas.

### Ressources
Les découvertes faites sur les victimes du Mur de Berlin proviennent essentiellement des archives administratives et militaires de la République Fédérale et de la RDA.
Les dossiers de la Stasi, qui sont désormais gérés par le Délégué fédéral pour le archives du service de sûreté de l'État de l'ex-République démocratique allemande (Bundesbeautragte für die Unterlagen des Staatssicherheitsdienstes der ehemaligen Deutschen Demokratischen Republik, BStU), ne sont pas accessibles dans leur intégralité. Certaines parties, en particulier celles des dernières années, furent détruites au cours de la dissolution du ministère, d’autres n’ont pas encore été examinées. De plus, à cause de la « Loi sur les dossiers de la Stasi », beaucoup de dossier sont consultables non pas en version originale, mais seulement de par des extraits en partie anonymisés. Depuis un amendement de la loi en 2007, des groupes de recherches peuvent, sous certaines conditions, consulter directement les dossiers. Les dossiers des troupes frontalières, qui faisaient partie de l’Armée populaire nationale, se trouvent aux Archives militaires.
Selon Hertle, l’exploitation des dossiers des troupes frontalières, de la police secrète et des administrations de l’Ouest doit prendre en compte les « appréciations, intérêts et contraintes des dossiers des administrations dirigeantes et ainsi les relations de domination de l’époque ». Les familles des victimes sont une source supplémentaire, mais ne peuvent souvent pas donner des indications sur les évènements directs, comme la Stasi leur avait souvent fourni de fausses informations.

### Critères de sélection
Chaque étude avait ses propres critères de sélection pour déterminer quels cas appartenaient aux victimes du Mur. Tandis que les études du ZERV s’orientait principalement vers une responsabilité juridiquement exploitable, le ZFF et le groupe de travail Arbeitsgemeinschaft 13. August définirent tous deux leurs propres critères, qui dépassaient la question de la culpabilité juridique.
Le ZFF présupposait une tentative d’évasion ou un rapport aussi bien dans le temps que dans l’espace avec la gestion de la frontière. Le ZFF développa ainsi des cas étudiés cinq catégories de victimes :
- Les personnes qui furent tuées pendant leur tentative d’évasion par des organes armées de la RDA ou par des installations aux frontières,
- Les personnes qui moururent accidentellement dans la zone frontalière pendant une tentative d’évasion,
- Les personnes qui moururent dans la zone frontalière et dont la mort est la responsabilité des organes de la RDA, que ce soit par action ou par ormission,
- Les personnes qui furent tués par les actions des troupes frontalières,
- Les soldats ou gardes-frontières qui furent tués dans la zone frontalière pendant une évasion.

```
La définition du groupe de travail 
Arbeitsgemeinschaft 13. August
 va encore plus loin. Elle inclut aussi les soldats ou gardes-frontières de la RDA qui se suicidèrent et les cadavres découverts dans les eaux limitrophes comme des victimes du Mur de Berlin.
```

## Souvenir

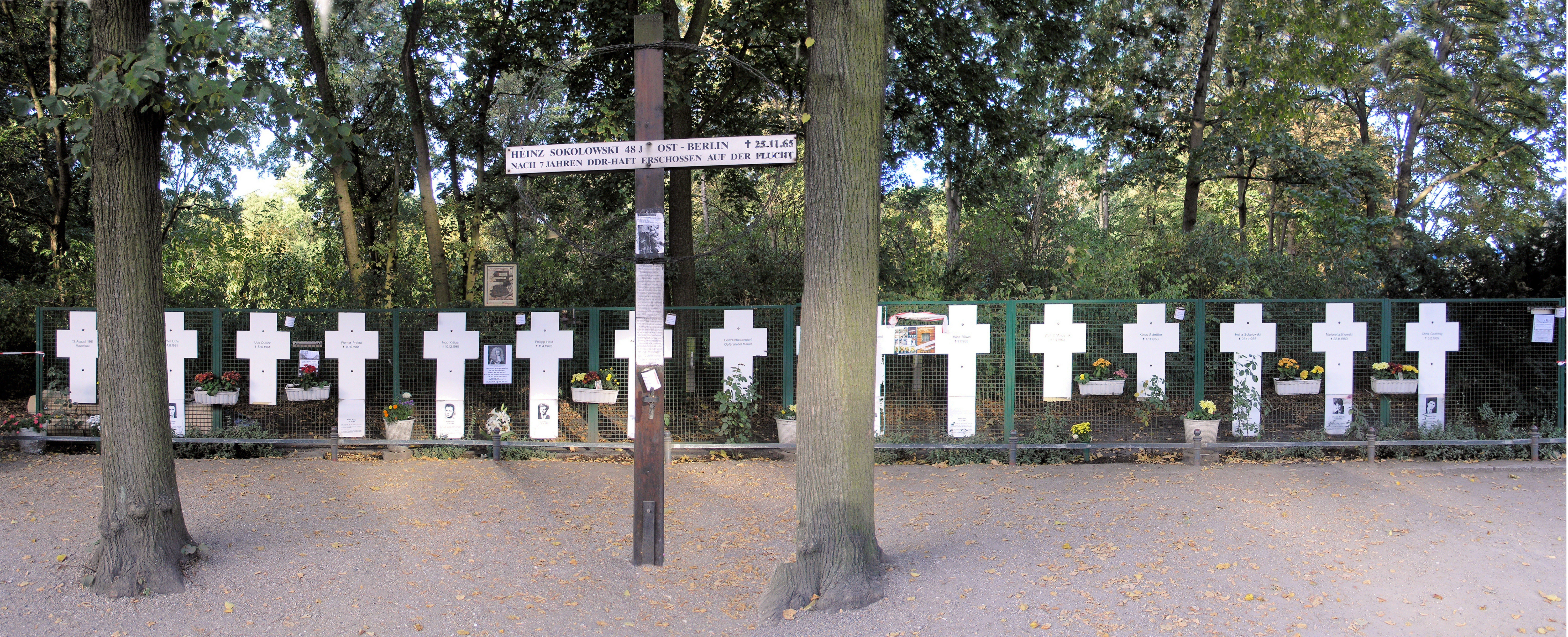
Le monument Les Croix Blanches au croisement des rues Ebertstraße et Scheidemannstraße.

Les victimes du Mur de Berlin furent commémorées publiquement aussi bien pendant la division de l’Allemagne qu’après la fin de la RDA. Il y a différents sites et cérémonies commémoratifs. Quelques rues et places furent renommées en hommage aux victimes.

### Mémoriaux
En souvenir des victimes du Mur, des mémoriaux, répartis dans toute la ville de Berlin, furent érigés dès les premiers années du Mur sur initiative privée et par des administrations publiques sur décisions des districts berlinois, de la chambre des députés ou encore du gouvernement fédéral[réf. nécessaire]. On y trouve des monuments, des croix et des stèles, qui furent aussi visités par les hommes politiques en visite officielle. Après la chute du Mur, certains monuments furent enlevés en même temps que les dispositifs frontaliers : cela concerna principalement les monuments érigés en mémoire des soldats de la RDA décédés à la frontière.

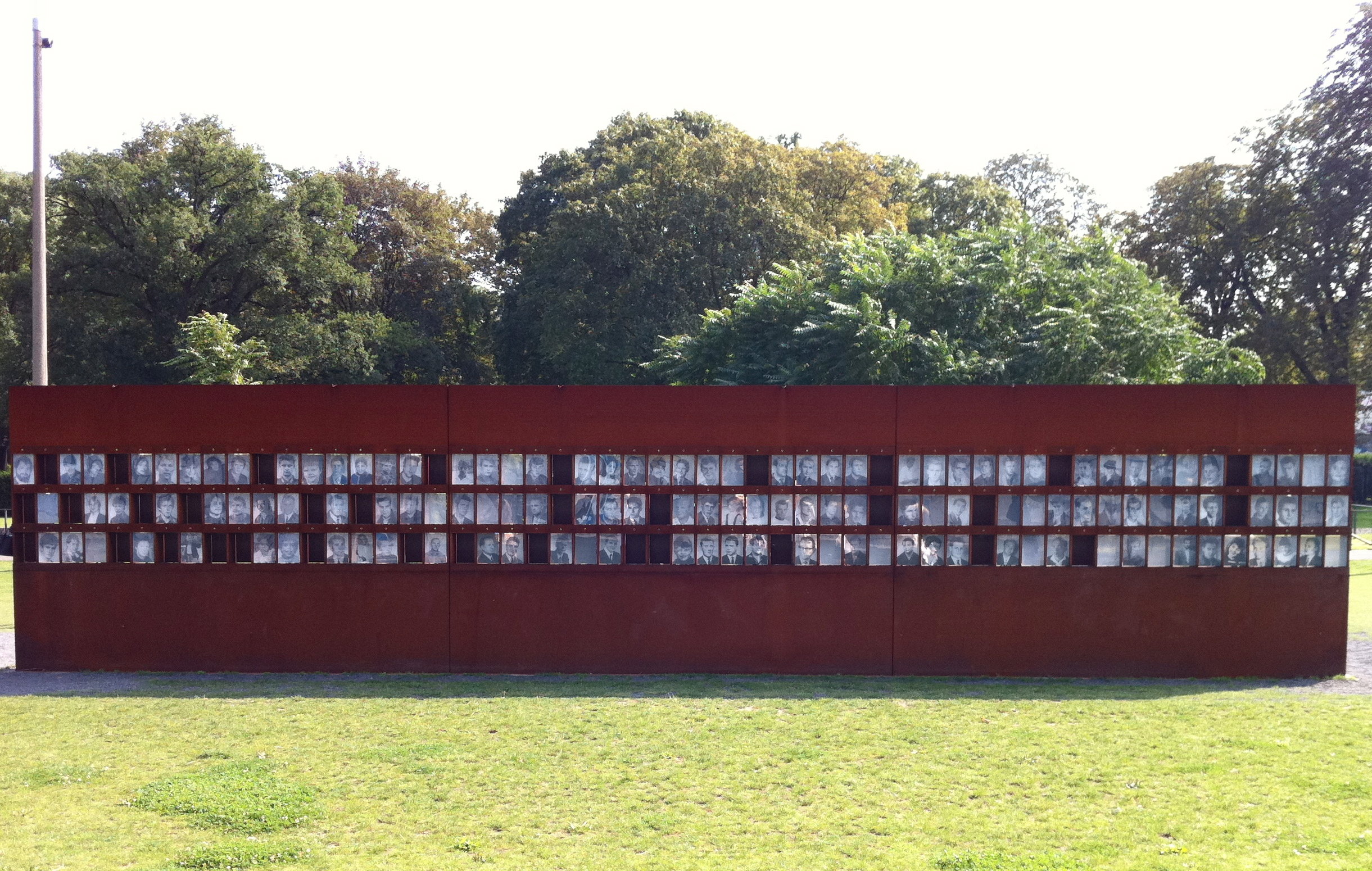
La fenêtre commémorative au mémorial du Mur de Berlin montre des photos des victimes.

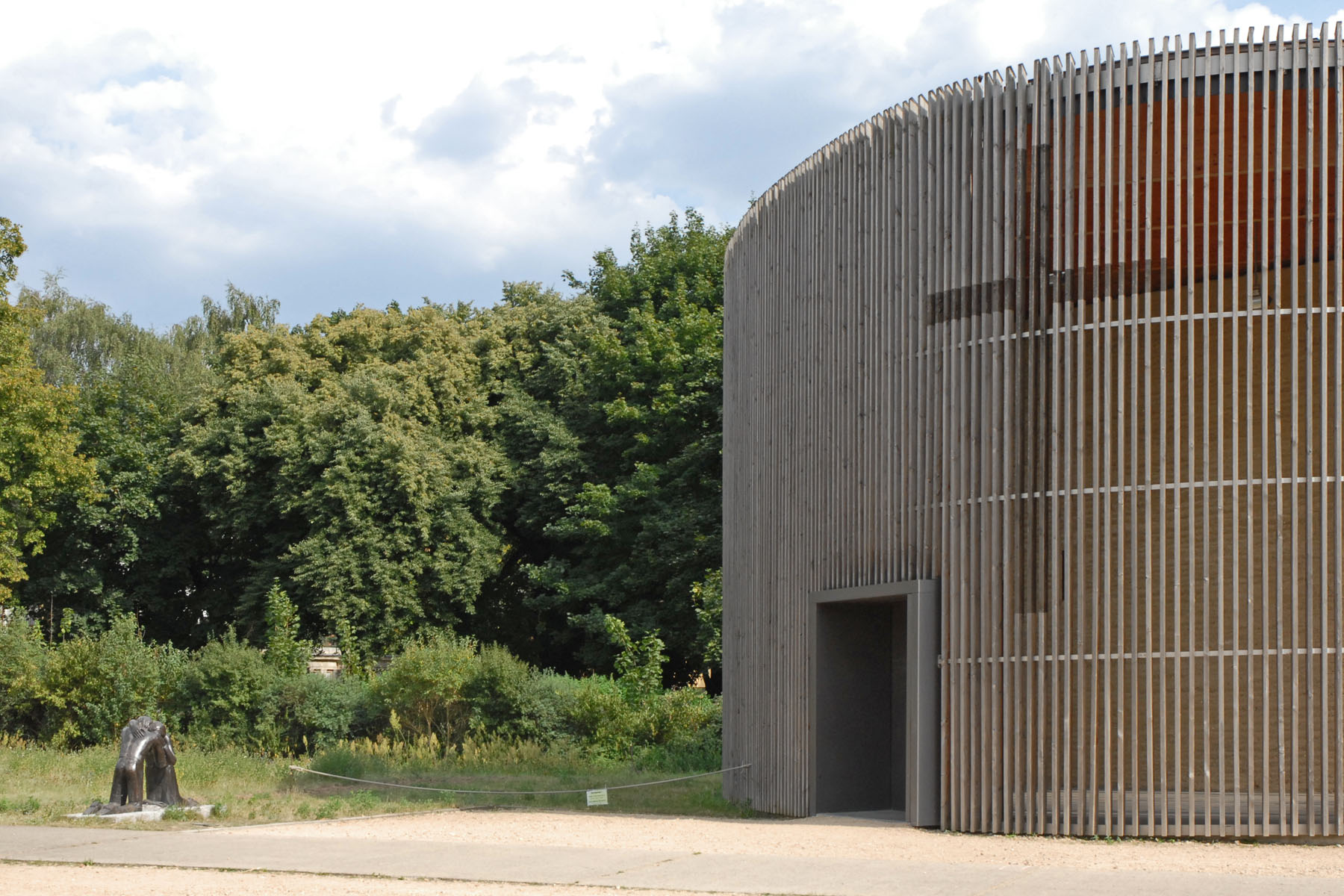
La chapelle de la Réconciliation fait partie du mémorial du Mur de Berlin.

À partir de 1961, l’Association privée des Citoyens Berlinois (Berliner Bürger-Verein), aidée du Sénat de Berlin-Ouest, érigea après chaque mort une croix en bois laqué blanc à l’endroit du décès. Les membres de l’Association conservèrent cette pratique jusqu’à ce que le 13 août 1971, pour le 10e anniversaire de la construction du Mur, le mémorial permanent des Croix Blanches soit érigé du côté Est du palais du Reichstag. Les croix commémoratives avec le nom et la date de mort des différentes victimes étaient fixées à une clôture devant le Mur. En 1995, dans le cadre de travaux dus à l’installation du gouvernement à Berlin, les Croix Blanches durent être retirées de la face Est du Reichtstag : elles sont désormais installées du côté Ouest, sur une barrière du parc Tiergarten. En 2003, Wolfgang Thierse inaugura sur les plans de Jan Wehberg un nouveau mémorial du même nom dans la rue Reichstagufer. 13 noms de victimes sont inscrits sur 7 croix gravées de chaque côté. Un autre mémorial de l’association se situait dans la Bernauer Straße.
Les différentes victimes du Mur sont commémorées par des plaques coulées dans les trottoirs et par d’autres installations près du lieu de leur mort. Le groupe de travail Arbeitsgemeinschaft 13. August construisit en octobre 2004 à Checkpoint Charlie le Mémorial de la Liberté, qui commémorait les victimes du Mur de Berlin et de la frontière interallemande avec 1067 croix. Le mémorial dut être retiré après environ six mois à la suite de la résiliation du bail par le propriétaire.

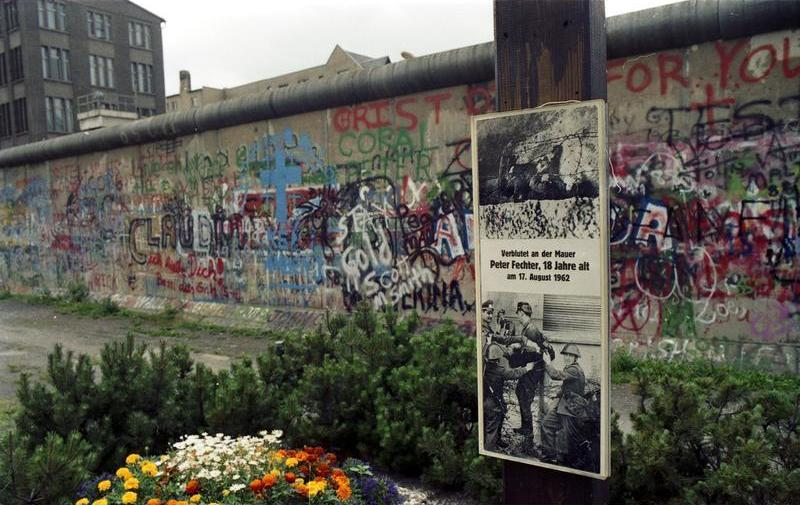
Le mémorial à la mémoire de Peter Fechter, 1988

En 1990, l’artiste performeur Ben Wagin créa avec d’autres artistes le Parlement des Arbres dans l’ancienne zone de no man’s land entre la RFA et la RDA, sur la rive est de la Spree, en face du palais du Reichstag. 258 noms de victimes sont énumérés sur des plaques de granit. Pour certains, l’inscription « inconnu(e) » est seulement accompagné d’une date de décès. La sélection de 1990 contient des personnes, qui furent plus tard exclus comme victimes du Mur. Au second plan se trouvent des segments du mur peint en noir et blanc. Le mémorial dut être réduit lors de la construction du bâtiment Marie-Elisabeth-Lüder. Au sous-sol du Reichstag, siège du Bundestag, le parlement allemand, fut ouvert en 2005 un autre mémorial : celui-ci est composé des segments du mur du premier Parlement des Arbres.
La République fédérale d’Allemagne et le Land de Berlin fondèrent en 1998 le Mémorial du mur de Berlin sur la Bernauer Straße en tant que mémorial national. Il se base sur un projet des architectes Kohlhoff & Kohlhoff. Il fut par la suite agrandi et comprend aujourd’hui le centre de documentation du Mur de Berlin, un centre de visiteurs, la Chapelle de la Réconciliation, la Fenêtre Commémorative avec les portraits des victimes du mur de Berlin et un tronçon long de 60 mètres de l’ancien dispositif frontalier, qui est fermé à chaque bout par des parois en acier. La paroi nord porte l’inscription : « En souvenir de la division de la ville du 13 août 1961 au 9 novembre 1989 et en commémoration aux victimes du despotisme soviétique ».
Pour le 50e anniversaire de la construction du Mur, en 2011, la Fondation du Mur de Berlin installa 29 stèles, commémorant 50 victimes du mur, le long de l’ancienne frontière entre Berlin-Ouest et la RDA. À côté des colonnes orange de 3,6 mètres de haut se trouvent des tableaux d’informations sur les victimes du Mur. Une stèle prévue pour Lothar Hennig à Sacrow ne fut tout d’abord pas érigée, étant donné la controverse touchant Hennig du fait de son rôle d’informateur de la Stasi.

### Cérémonies commémoratives
Diverses organisations – en majorité des associations ou des initiatives privées- organisèrent dès le premier mort des cérémonies commémoratives annuelles à Berlin, le plus souvent pour l’anniversaire de la construction du Mur. Elles furent en partie soutenues par les autorités régionales de Berlin-Ouest ou par un protocole sénatorial. Ainsi, chaque 13 août, un recueillement silencieux a lieu de 20 à 21 heures, appelé l’« heure de silence » (« Stunde der Stille »). Depuis le 13 août 1990, le Land Berlin commémore chaque année les victimes du Mur à la Croix Peter Fechter dans la Zimmerstrasse, près de Checkpoint Charlie. Par ailleurs, une série d’autres cérémonies commémoratives se tiennent à d’autres endroits. Même à l’étranger des commémorations pour les victimes du Mur et des manifestations contre le Mur se déroulèrent pour l’anniversaire de sa construction.

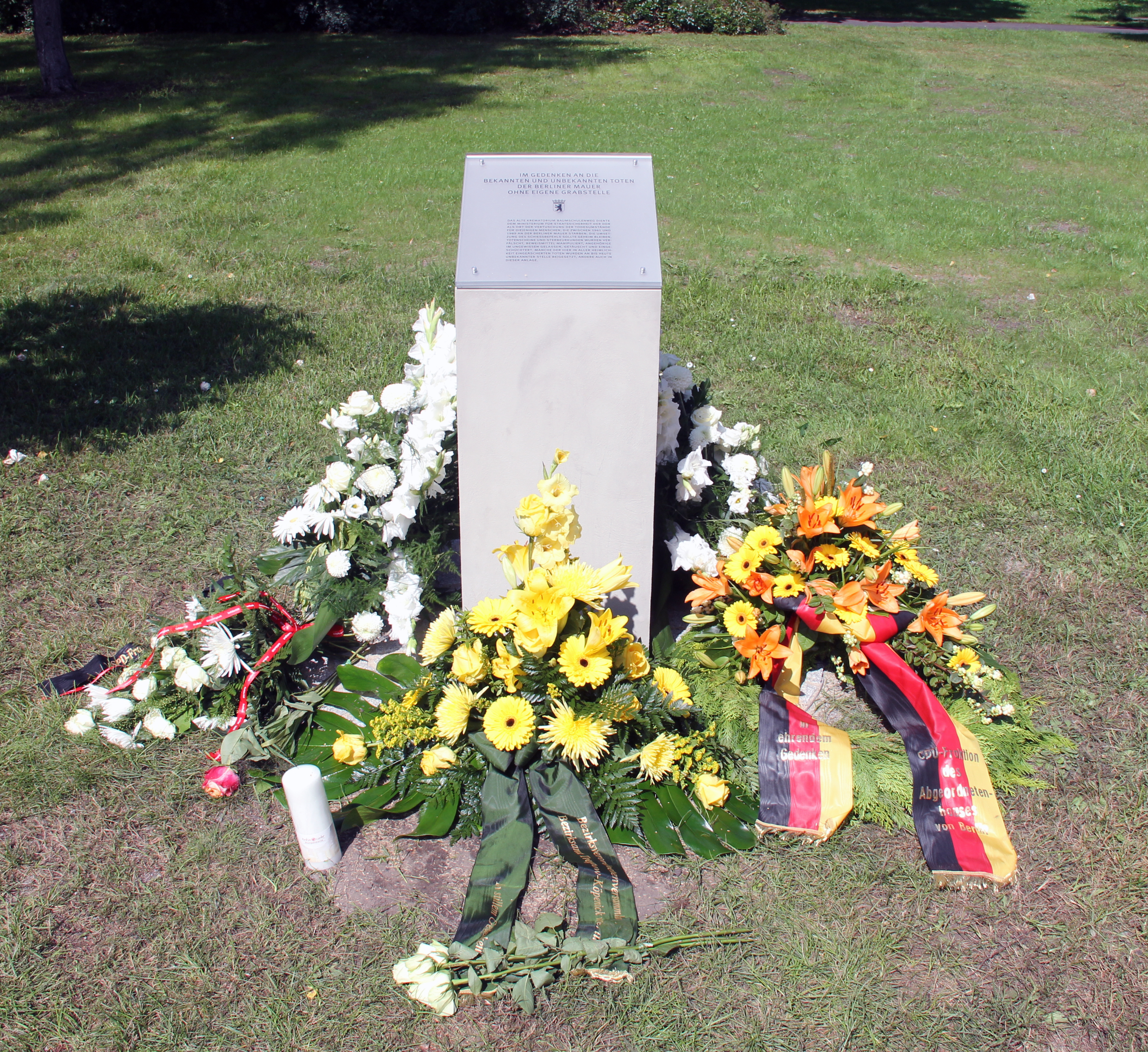
Plaque commémorative pour les victimes du mur n’ayant pas leur propre tombe, à Baumschulenweg, Berlin